# فرودگاه شهری گرنیت فلز
فرودگاه شهری گرنیت فلز (به انگلیسی: Granite Falls Municipal Airport) (به زبان بومی: Lenzen-Roe Memorial Field) یک فرودگاه همگانی بهره‌برداری هوایی است که یک باند فرود آسفالت دارد و طول باند آن ۱۳۲۶ متر است. این فرودگاه در کشور ایالات متحده آمریکا قرار دارد و در ارتفاع ۳۱۹ متری از سطح دریا واقع شده‌است.